# Deranged Headtrip
Deranged Headtrip is het debuutalbum van CiLiCe, uitgebracht in 2009 door PMM Records.

## Track listing
1. "God of Lies" – 5:44
2. "Left Hemisphere" – 2:59
3. "Right Hemisphere" – 2:03
4. "Mental Breakdown" – 4:35
5. "Drone" – 4:02
6. "Golem Servants" – 5:23
7. "Chernobyl" – 5:00
8. "Malice" – 4:21
9. "Psychotic Mindwarp" – 4:35

## Band
- Daniël de Jongh - Zanger
- Theo Holsheimer - Gitarist
- Remco van de Spek - Gitarist
- Philipp Moser - Drummer